# Elini
Elini (sardinsky: Elìni) je italská obec (comune) v provincii Nuoro v regionu Sardinie. Nachází se ve výšce 472 metrů nad mořem a má 556 obyvatel. Rozloha obce je 10,65 km².